# Cabeza de Lagarto
Cabeza de Lagarto es un caserío peruano ubicado en el distrito de Pampas de Hospital, perteneciente a la provincia y el departamento de Tumbes, al norte del Perú. 

## Ubicación
Cabeza de Lagarto se ubica al norte de la provincia de Tumbes, en el distrito de Pampas de Hospital, en el departamento de Tumbes.

## Demografía
En 2017 Cabeza de Lagarto tenía una población de 297 habitantes.
| Gráfica de evolución demográfica de Cabeza de Lagarto entre 1993 y 2017 |
|                                                                         |
| Fuentes: Población 1993 y 2017                                          |